# Anders Wesström
Anders Wesström, född 1720 (eller möjligen 1721) i Hudiksvall, död 7 maj 1781 i Uppsala, var en svensk violinist och kompositör.

## Biografi
Wesström studerade juridik vid Uppsala universitet, där han blev filosofie magister 1744,  
och flyttade sedan till Stockholm där han fick anställning som violinist i Hovkapellet. 
Han lärde känna den tyske tonsättaren Johann Gottlieb Naumann, och de reste tillsammans till Italien för att 1758–1763 gå i lära hos violinisten Giuseppe Tartini.
Efter studieresan började han vid sidan av tjänsten i Hovkapellet framträda som framstående soloviolinist både i Sverige och utomlands. Han tillbringade sina sista år som organist och musiklärare vid Gävle gymnasium. Från att ha varit en internationellt erkänd violinvirtuos slutade han sitt liv i djupt förfall.

## Verk
- 2 Sinfonior
- 6 Stråkkvartetter
- 1 Violinkonsert (förlorad)
- Duosonat för violin och cello
- Solosonater för violin (förlorade)
- 18 Variationer över Gustafs skål (förlorad)